# تأثير الذاكرة

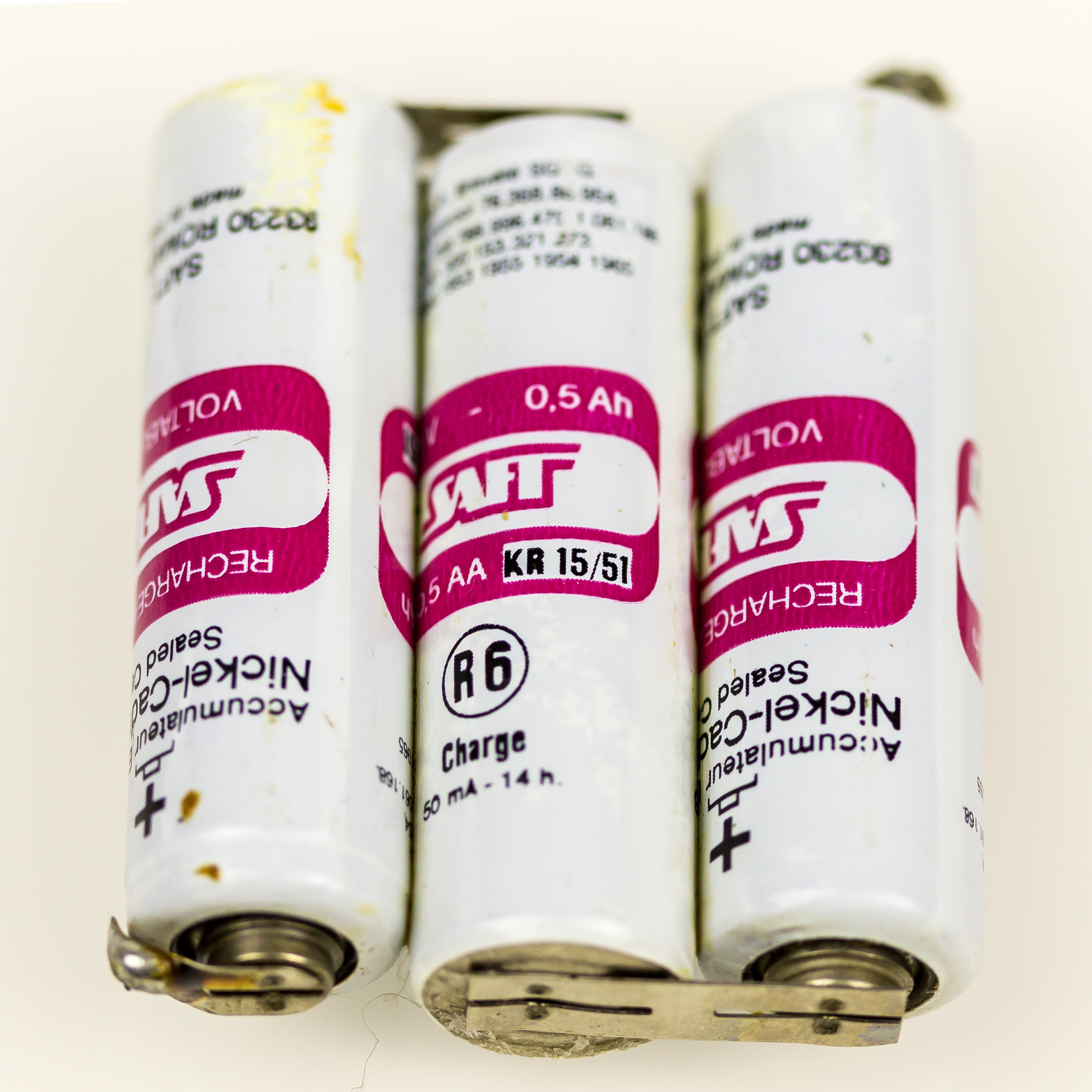
بطارية نيكل كادميوم

تأثير الذاكرة، المعروف أيضاً باسم تأثير البطارية، أو تأثير البطارية البطيئة، أو ذاكرة البطارية هو تأثير ملحوظ في بطاريات النيكل والكادميوم القابلة لإعادة الشحن والتي تجعلها تحتفظ بشحن أقل. يوصَف التأثير بأنه الحالة التي تفقد فيها بطاريات النيكل والكادميوم قدرتها القصوى من الطاقة تدريجياً إذا تم إعادة شحنها بشكل متكرر بعد تفريغها جزئياً فقط كأن البطارية تتذكر السعة الأصغر.

## تأثير الذاكرة الحقيقي
يأتي مصطلح الذاكرة من تطبيق فضائي لخلايا النيكل والكادميوم حيث تم فيه تفريغ الخلايا بشكل متكرر إلى 25٪ من السعة المتاحة (زائد أو ناقص 1٪) عن طريق التحكم الحوسبي الدقيق، ثم إعادة شحنها إلى 100٪ من سعتها دون زيادة الشحن. أدى نظام الدورة المتكررة طويل الأمد مع عدم وجود أي احتياط لزيادة الشحن إلى فقدان القدرة بما يتجاوز نقطة التفريغ البالغة 25%.
لا يمكن أن ينتُج تأثير الذاكرة الحقيقي في حالة تحقق واحد أو أكثر من الشروط التالية:
- تحقق زيادة الشحن الكاملة للبطاريات.
- التفريغ ليس هو نفسه تماماً في كل دورة في حدود زائد أو ناقص 3٪
- التفريغ أقل من 1.0 فولت لكل خلية[4]

يقتصر تأثير الذاكرة الحقيقي على خلايا النيكل والكادميوم الملبدة، الذي يصعب إعادة تحقيقه خاصةً في الخلايا ذات أمبير ساعة أقل. في أحد برامج الاختبار المصممة لإحداث التأثير تم فيها استخدام خلايا ملفوفة حلزونياً بسعة أمبير واحد، لم يتم تحقيق أي تأثير بعد أكثر من 700 دورة شحن/تفريغ يتم التحكم فيها بدقة. في برنامج متابعة تم استخدام خلايا من النوع الفضائي بقدرة 20 أمبير في الساعة في نظام اختبار مماثل؛ وقد لوحظت تأثيرات الذاكرة بعد بضع مئات من الدورات.

## مشاكل أخرى مشابهة ينظر إليها على أنها تأثير الذاكرة
قد تحدث أيضاً ظواهر لا تمثل تأثيرات حقيقية على الذاكرة في أنواع البطاريات الأخرى غير خلايا النيكل والكادميوم ذات الألواح الملبدة. على وجه الخصوص قد تغير الخلايا المعتمدة على الليثيوم والتي لا تخضع عادةً لتأثير الذاكرة مستويات جهدها، بحيث يمكن لنظام التحكم في البطارية ملاحظة انخفاض افتراضي في السعة.

### تأثيرات مؤقتة مشابهة

#### انخفاض الجهد بسبب زيادة الشحن على المدى الطويل
إحدى الحالات الشائعة التي تُنسب غالباً إلى تأثير الذاكرة هي انخفاض الجهد. في هذه الحالة ينخفض جهد خرج البطارية بسرعة أكبر من المعتاد أثناء استخدامها، على الرغم من أن السعة الإجمالية تظل كما هي تقريباً. في الأجهزة الإلكترونية الحديثة التي تراقب الجهد للتدليل على شحن البطارية، توجد مشكلة شائعة مع الأجهزة ذات التحميل العالي مثل الكاميرات الرقمية والهواتف المحمولة حيث يظهر أن البطارية تستنزف بسرعة كبيرة ―يبدو بالنسبة للمستخدم أن البطارية لا تحتفظ بشحنها الكامل― وهو ما يبدو مشابهاً لتأثير الذاكرة.
يحدث انخفاض الجهد بسبب زيادة الشحن المتكررة للبطارية، مما ينتج عنه تكوين بلورات إلكتروليتية صغيرة على الألواح مؤدياً إلى انسدادها، مما يزيد من المقاومة ويخفض جهد بعض الخلايا الفردية في البطارية. يؤدي هذا إلى تفريغ البطارية ككل بسرعة حيث يتم تفريغ تلك الخلايا الفردية بسرعة وينخفض جهد البطارية ككل فجأة. هذا التأثير شائع جداً نظراً لأن أجهزة الشحن العائم للمستهلك عادةً ما تزيد في الشحن. على سبيل المثال، من المعروف أن بطاريات هيدريد معدن النيكل تعاني من هذا النوع من فقدان القدرة الذي غالباً ما يُنسب خطأً إلى تأثير الذاكرة.

##### الإصلاح
يمكن التغلب على هذا التأثير بإخضاع كل خلية من خلايا البطارية لدورة واحدة أو أكثر من دورات الشحن/التفريغ العميق. يجب أن يتم ذلك على الخلايا الفردية وليس على بطارية متعددة الخلايا؛ ففي البطارية قد تفرغ بعض الخلايا قبل الأخرى، مما يؤدي إلى تعرض تلك الخلايا لتيار شحن عكسي بواسطة الخلايا المتبقية، مما قد يؤدي إلى تلف لا يمكن إصلاحه.

#### درجات الحرارة العالية
يمكن لدرجات الحرارة المرتفعة أيضاً أن تقلل من الجهد المشحون والشحن الذي تقبله الخلايا.

#### أسباب أخرى
- التشغيل في درجة حرارة أقل من 32 °ف (0 °م)
- معدلات تفريغ عالية (أعلى من 5 درجات مئوية) في بطارية غير مصممة خصيصاً لمثل هذا الاستخدام
- وقت الشحن غير كافٍ
- شاحن معيب[4]

### الفقدان الدائم للقدرة

#### التفريغ العميق
يمكن أن تتلف بعض البطاريات القابلة لإعادة الشحن بسبب التفريغ العميق المتكرر. تتكون البطاريات من عدة خلايا متشابهة وغير متطابقة، وكل خلية لها سعة الشحن الخاصة بها. نظراً لأن البطارية ككل يتم تفريغها بعمق، فإن الخلية ذات السعة الأصغر قد تصل إلى الصفر وتقوم "بالشحن العكسي" بينما تستمر الخلايا الأخرى في دفع التيار عبرها. غالباً ما يُعزى فقدان السعة الناتج إلى تأثير الذاكرة.
قد يحاول مستخدمو البطاريات تجنب تأثير الذاكرة عن طريق تفريغ البطاريات الخاصة بهم بالكامل. من المرجح أن تسبب هذه الممارسة المزيد من الضرر حيث سيتم تفريغ إحدى الخلايا بعمق. يتركز الضرر على أضعف خلية، بحيث يؤدي كل تفريغ كامل إضافي إلى المزيد من الضرر لتلك الخلية.

#### العمر والاستخدام - نهاية العمر الطبيعية
تتمتع جميع البطاريات القابلة لإعادة الشحن بعمر افتراضي محدد وتفقد قدرتها التخزينية ببطء مع تقدم العمر بسبب التفاعلات الكيميائية الثانوية داخل البطارية سواء تم استخدامها أم لا. قد تفشل بعض الخلايا بشكل أسرع من غيرها، ولكن التأثير هو تقليل جهد البطارية. تتمتع البطاريات المعتمدة على الليثيوم بواحدة من أطول فترات حياة الخمول مقارنة بأي مثيل. لا يزال عدد الدورات التشغيلية منخفضاً جداً عند حوالي 400-1200 دورة شحن/تفريغ كاملة. يتناقص عمر بطاريات الليثيوم عند ارتفاع درجات الحرارة وحالات الشحن (SoC)، سواء تم استخدامها أم لا. يتم تحقيق الحد الأقصى لعمر خلايا الليثيوم عندما لا تكون قيد الاستخدام (التخزين) عن طريق التبريد (بدون تجميد) مشحوناً بنسبة 30٪ إلى 50٪ SoC. لمنع التفريغ الزائد، يجب إعادة البطارية إلى درجة حرارة الغرفة وإعادة شحنها إلى 50٪ SoC مرة كل ستة أشهر أو مرة واحدة سنوياً.